# Atletismo nos Jogos Mundiais Militares de 2011 - 3000 m com obstáculos feminino
A competição dos 3000 m com obstáculos feminino nos Jogos Mundiais Militares de 2011 aconteceu no dia 19 no Estádio Olímpico João Havelange.

## Medalhistas[1]
| Ouro   | KEN Mercy Njoroge         |
| Prata  | GRE Kokkinariou Eirini    |
| Bronze | MAR Alima Salima El Ouali |

## Final[1]
| Pos.              | Atleta                  | País     | Tempo    | Notas |
| ----------------- | ----------------------- | -------- | -------- | ----- |
| Medalha de ouro   | Mercy Njoroge           | Quênia   | 9:36.92  | SB    |
| Medalha de prata  | Kokkinariou Eirini      | Grécia   | 9:39.53  | SB    |
| Medalha de bronze | Alima Salima El Ouali   | Marrocos | 9:42.51  |       |
| 4                 | Sophie Duarte           | França   | 9:45.37  |       |
| 5                 | Hasnaoui Hajiba         | Marrocos | 10:32.25 |       |
| 6                 | Wpek Dulakshi           | Suíça    | 10:42.01 |       |
| 7                 | Sabine Heitling         | Brasil   | DNF      |       |
| 8                 | Prundus-Botezan Mihaela | Roménia  | DNS      |       |